# Saison 3 des Sorciers de Waverly Place
Chronologie
Saison 2 des Sorciers de Waverly Place Saison 4 des Sorciers de Waverly Place
Cet article présente le guide des épisodes de la troisième saison de la série télévisée Les Sorciers de Waverly Place.

## Épisode 1:Frankengirl
- Titre original :  Franken girl
- Numéros :  52 (3-01) / Prod° : 301
- Scénaristes : Peter Murrieta
- Réalisateur : Bob Koherr
- Diffusions : 
  -  États-Unis : 9 octobre 2009
  -  France : 20 janvier 2010
- Audience : 4,6 millions
- Invité(es) :
- Résumé : Justin ne supporte plus les incessantes fouilles d'Alex dans sa chambre, il va alors créer un monstre féminin pour garder sa chambre mais le plan va se retourner contre lui ; son monstre et Alex vont devenir amis.

## Épisode 2:Halloween
- Titre original :  Halloween
- Numéros :  53 (3-02) / Prod° : 302
- Scénaristes : Todd J. Greenwald
- Réalisateur : Bob Koherr
- Diffusions : 
  -  États-Unis : 16 octobre 2009
  -  France : 27 janvier 2010
- Audience : 4,5 millions
- Invité(es) :
- Résumé : Pour Halloween, la famille Russo va décorer la sandwicherie et vont se déguiser pour essayer de faire peur à ceux qui viendraient visiter mais ils ne font peur à personne, Alex décide alors d'aller chercher un vrai fantôme qui fera peur à tout le monde.

## Épisode 3:La Chasse aux monstres
- Titre original :  Monster Hunter
- Numéros :  54 (3-03) / Prod° : 303
- Scénaristes : Richard Goodman
- Réalisateur : Bob Koherr
- Diffusions : 
  -  États-Unis : 23 octobre 2009
  -  France : 3 février 2010
- Audience : 4,3 millions
- Invité(es) : Moises Arias
- Résumé : Justin va essayer de devenir un chasseur de monstres afin de compléter son entraînement de sorcier, mais cela va mal tourner lorsque Max va délivrer tous les monstres. Pendant ce temps, Alex révise avec Harper pour rattraper Justin dans la compétition familiale.

## Épisode 4:La Fiancée en danger
- Titre original :  Three Monsters
- Numéros :  55 (3-04) / Prod° : 304
- Scénaristes : Justin Varava
- Réalisateur : Victor Gonzalez
- Diffusions : 
  -  États-Unis : 30 octobre 2009
  -  France : 10 février 2010
- Audience : 4,4 millions
- Invité(es) : Bridgit Mendler, Moises Arias
- Résumé : Justin continue d'apprendre à devenir chasseur de monstres, mais il va mettre en danger Juliette et sa famille car il va avertir des chasseurs professionnels de la présence de trois monstres. Les chasseurs devront les capturer. Max essaye de faire disparaître sa conscience car sa mère préfère sa conscience.

## Épisode 5:La Nuit au musée
- Titre original :  A Night at the Lazerama
- Numéros :  56 (3-05) / Prod° : 306
- Scénaristes : Peter Murrieta
- Réalisateur : Victor Gonzalez
- Diffusions : 
  -  États-Unis : 6 novembre 2009
  -  France : 17 février 2010
- Audience : 4,3 millions
- Invité(es) : Adam Irigoyen, Bridgit Mendler, Moises Arias
- Résumé : Justin continue de poursuivre sa formation de chasseur de monstre et dans le cadre de sa formation, il doit aller en pleine nuit au musée pour piéger une momie, mais il se retrouve piégé avec Juliette, pour sortir, Juliette se retrouve sous l'emprise de la momie. Pendant ce temps, Alex fait tout pour aider Max.

## Épisode 6:La Maison de poupée
- Titre original :  Doll House
- Numéros :  57 (3-06) / Prod° : 305
- Scénaristes : Vince Cheung & Ben Montanio
- Réalisateur : Jean Sagal
- Diffusions : 
  -  États-Unis : 20 novembre 2009
  -  France : 24 février 2010
- Audience : 4,1 millions
- Invité(es) :
- Résumé : Harper va emménager chez les Russo et pour cela, Alex va nettoyer la cave pour qu'Harper puisse s'y installer. Mais en rangeant, elle retrouve sa maison de poupée. Elle va alors se rétrécir pour pouvoir y entrer mais au même moment son père arrive et prend la maison pour la vendre. Alex fait tomber sa baguette et ne peut plus se retransformer...

## Épisode 7:Marathon
- Titre original :  Marathoner Helper
- Numéros :  58 (3-07) / Prod° : 307
- Scénaristes : Vince Cheung & Ben Montanio
- Réalisateur : Victor Gonzalez
- Diffusions : 
  -  États-Unis : 4 décembre 2009
  -  France : 3 mars 2010
- Audience : 4,4 millions
- Invité(es) :
- Résumé : Harper commence à s’entraîner pour le marathon mais Alex, en ayant tellement marre, utilise la magie pour faire gagner Harper. Cependant, cette dernière va découvrir qu'Alex a utilisé la magie pour l'aider à gagner tous les concours qu'elle a passé quand elle était jeune, Alex va alors réorganiser tous ses concours.

## Épisode 8:Un Garçon sous le charme
- Titre original :  Alex Charms a Boy
- Numéros :  59 (3-08) / Prod° : 313
- Scénariste : Peter Murrieta
- Réalisateur : Bob Koherr
- Diffusions : 
  -  États-Unis : 15 janvier 2010
  -  France : 24 mars 2010
- Audience : 3,9 millions
- Invité(es) : Gregg Sulkin
- Résumé : Un nouveau garçon arrive au cours de dessin d'Alex et celle-ci est charmée par ce dernier. Mais ce dernier adore peindre uniquement des chiens. Alors Alex va utiliser la magie pour le rendre totalement fou d'elle mais le garçon va vouloir peindre le visage d'Alex partout.

## Épisode 9:Les Sorciers contre les loup-garous
- Titre original :  Wizards vs Werevolves
- Numéros :  60 (3-09) / Prod° : 314-315
- Scénariste : Vince Cheung, Ben Montanio, Gigi McCrerry & Perry Rein
- Réalisateur : Victor Gonzalez
- Diffusions : 
  -  États-Unis : 22 janvier 2010
  -  France : 31 mars 2010
- Audience : 6,2 millions
- Invité(es) :
- Résumé : 1re partie : Durant ses rendez-vous avec Alex, Mason se comporte bizarrement, il part avant la tombée de la nuit. Alex et Harper vont chercher à découvrir pourquoi Mason part toujours avant la nuit. Pendant ce temps, Justin et Max font tout pour retrouver Juliette qui a été enlevée par la momie. Ils arrivent à la retrouver et à la libérer mais par la suite Alex est dévastée car Mason est tombé amoureux de Juliette. Ce dernier, confus, lui jure qu'il l'aime. Les Russo vont tout faire pour protéger Alex.
2de partie : Mason veut prouver à Alex qu'il est amoureux d'elle, il va alors retourner sur le lieu où ils avaient libéré Juliette et perdu un collier qui permet à celui qui le porte de montrer l'amour qu'il porte aux autres. Malheureusement, Juliette et Mason vont se battre et chacun d'eux va perdre ses pouvoirs à cause de l'autre, ils se verront obliger de quitter Justin et Alex...
- Remarque : Il s'agit d'un épisode spécial de 40 minutes.

## Épisode 10:Positive à tout prix
- Titre original :  Positive Alex
- Numéros :  61 (3-10) / Prod° : 308
- Scénaristes : Gigi McCreery & Perry Rein
- Réalisateur : Victor Gonzalez
- Diffusions : 
  -  États-Unis :  26 février 2010
  -  France : 7 avril 2010
- Audience : 3,6 millions
- Invité(es) :
- Résumé : Alex s'inscrit dans les cheerleaders de l'équipe de basketball du lycée mais avec son attitude négative, elle ne fait pas crédible. Elle va alors utiliser un marqueur magique et écrire « sois positive » sur son bras, elle va devenir positive, elle l'est tellement qu'en plein milieu d'un match, elle va commencer à encourager l'équipe adverse car celle-ci est en train de perdre. Pendant ce temps, Justin est sur le banc et va avoir l'occasion de participer au match.

## Épisode 11:La Colle
- Titre original :  Detention Election
- Numéros :  62 (3-11) / Prod° : 309
- Scénariste : Gigi McCreery & Perry Rein
- Réalisateur : Bob Koherr
- Diffusions : 
  -  États-Unis : 19 mars 2010
  -  France : 21 avril 2010
- Audience : 3,9 millions
- Invité(es) :Hayley kiyoko
- Résumé : C'est le jour de l'élection du président de l'assemblée, Alex et Justin ont bien l'intention de remporter l'élection, mais Justin va être collé par M. Laritate car quelqu'un a collé ses affiches partout dans le bureau de M. Laritate mais on découvre que c'est une élève, Stevie, qui avait tout manigancé. Pendant ce temps Harper, Jerry et Max sont coincés dans une grande roue.

## Épisode 12:Un petit air de Shakira
- Titre original :  Dude Looks Like Shakira
- Numéros :  63 (3-12) / Prod° : 317
- Scénaristes : Peter Murrieta
- Réalisateur : Victor Gonzalez
- Diffusions : 
  -  États-Unis : 16 avril 2010
  -  France : 12 mai 2010
- Audience : 3,5 millions
- Invité(es) : Shakira
- Résumé : Jerry et Theresa doivent s'absenter et demandent à Kelbo Russo de surveiller leurs enfants, alors que Justin veut organiser une fête chez lui. Kelbo arrive sous les traits de Shakira, et une rumeur court que la star participera à la fête de Justin. Pendant ce temps, Kelbo explique que Shakira est l'une de ses transformations, et non une personne réelle. Il prend tout de même le risque de danser à la fête de Justin, sous les traits de Shakira, « pour ne pas décevoir ses fans ».
- Remarque : C'est un épisode spécial avec Shakira.

## Épisode 13:Le Concert des Arrrghh
- Titre original :  Eat to the Beat
- Numéros :  64 (3-13) / Prod° : 310
- Scénaristes : Richard Goodman
- Réalisateur : Guy Distad
- Diffusions : 
  -  États-Unis : 30 avril 2010
  -  France : 19 mai 2010
- Audience : 3,3 millions
- Invité(es) :Hayley kiyoko
- Résumé : Justin organise des concerts de jazz à la cantine le midi au lycée, Alex veut des groupes de rock mais Justin n'en veut surtout pas, elle va alors appeler le célèbre groupe de rock, les Arrrghh mais Stevie, qui s'avère une sorcière, va transformer le groupe de rock en un groupe de musique apaisante pour éviter qu'Alex se fâche avec son frère pour toujours, ce qu'elle a vécu elle-même.

## Épisode 14:Mise à l'écart
- Titre original :  Third Wheel
- Numéros :  65 (3-14) / Prod° : 311
- Scénaristes : Justin Varava
- Réalisateur : Victor Gonzalez
- Diffusions : 
  -  États-Unis : 30 avril 2010
  -  France : 26 mai 2010
- Audience : 3,6 millions
- Invité(es) : hayley kiyoko
- Résumé : Harper n'arrive pas à se souvenir de quelque chose alors les Russo vont l'aider grâce à la magie, elle va se rappeler que la nouvelle amie d'Alex, Stevie, est en réalité une sorcière. Mais Alex, en l'apprenant, va encore plus se rapprocher de Stevie et Harper se sentira mise de côté. Justin construit un char pour une fête de leur école. Harper, qu'il a manipulée est surprise en train de le détruire et est collée. Alex vient la réconforter et lui déclare ne pas la considérer comme son amie mais comme sa sœur.

## Épisode 15:Révolution chez les sorciers
- Titre original :  The Good, The Bad and The Alex
- Numéros : 66 (3-15) / Prod° : 312
- Scénaristes : Todd J. Greenwald
- Réalisateur : Victor Gonzalez
- Diffusions : 
  -  États-Unis : 7 mai 2010
  -  France : 2 juin 2010
- Audience : 3,5 millions
- Invité(es) : hayley kiyoko
- Résumé : En abordant le sujet du frère de Stevie avec elle, Alex apprend que Stevie s'est brouillé avec lui. Stevie lui propose alors de faire une révolution chez les sorciers, Alex va feindre d'accepter afin que Stevie ne devienne pas un démon. Max fait accidentellement tomber Stevie, transformé en statue, qui explose en morceaux.

## Épisode 16:Western
- Titre original :  Western Show
- Numéros :  67 (3-16) / Prod° : 316
- Scénariste : Justin Varava
- Réalisateur : Bob Koherr
- Diffusions : 
  -  États-Unis : 14 mai 2010
  -  France : 9 juin 2010

.* Audience : 3,5 millions
- Invité(es) :
- Résumé : À la suite d'une visite surprise d'un inspecteur au lycée, le principal Laritate est renvoyé. Le nouveau principal étant trop sévère, Alex va tout faire pour que M. Laritate revienne comme principal.

## Épisode 17:Le Prix de la citoyenneté
- Titre original :  Alex's Logo
- Numéros :  68 (3-17) / Prod° : 318
- Scénariste : David Henrie
- Réalisateur : David DeLuise
- Diffusions : 
  -  États-Unis : 21 mai 2010
  -  France : 16 juin 2010
- Audience :
- Invité(es) :
- Résumé : C'est l'heure de la remise du prix de la citoyenneté, qu'Alex remporte. Pour vérifier qu'Alex n'a pas triché, Justin lui lance un sort de vérité mais lorsque celle-ci reçoit le prix, oubliant d'annuler le sort, Alex va dire ce qu'elle pense sur les gens devant tout le monde.

## Épisode 18:Le Banquet
- Titre original :  Dad's Buggin' Out
- Numéros : 69 (3-18) / Prod° : 319
- Scénariste : Todd J. Greenwald
- Réalisateur : Guy Distad
- Diffusions : 
  -  États-Unis : 4 juin 2010
  -  France : 23 juin 2010
- Audience :
- Invité(es) :
- Résumé : Justin organise un banquet pour sa remise de prix pour sa participation au club langage extraterrestre mais son père, piqué par un moustique sorcier, se transforme en blatte géante. Les Russo vont alors le présenter comme un extraterrestre venu pour le banquet.

## Épisode 19:Le Secret de Max
- Titre original :  Max's Secret Girlfiend
- Numéros :  70 (3-19) / Prod° : 321
- Scénaristes : Gigi McCreery & Perry Rein
- Réalisateur : Bob Koherr
- Diffusions :  
  -  États-Unis : 11 juin 2010
  -  France : 30 juin 2010
- Audience
- Invité(es) : Bella Thorne
- Résumé : Max utilise un faux nom pour sortir avec une fille car Alex et Justin lui font honte. Quand ils découvrent la vérité, ils vont lui conseiller de dire la vérité. Peu de temps après, Max annonce qu'il a avoué à sa copine qu'il était un sorcier et lui a fait faire un tour de tapis magique. Les Russo vont tout mettre en œuvre pour convaincre la fille qu'ils ne sont pas des sorciers.

## Épisode 20:Le Temps des amours
- Titre original :  Alex Russo, Matchmaker?
- Numéros :  71 (3-20) / Prod° : 322
- Scénariste : Vince Cheung & Ben Montanio
- Réalisateur : David DeLuise
- Diffusions : 
  -  États-Unis : 2 juillet 2010
  -  France : 1er septembre 2010
- Audience : 3,3 millions
- Invité(es) : Dan Benson
- Résumé : L’histoire d'amour entre Harper et Zeke ne va pas assez vite mais cela leur suffit, contrairement à Alex qui va jeter un sort pour influencer cette relation. Tout ne va pas se passer comme prévu.

## Épisode 21:Un autre Justin
- Titre original :  Delinquent Justin
- Numéros :  72 (3-21) / Prod° : 323
- Scénaristes : Justin Varava
- Réalisateur : Mary Lou Belli
- Diffusions : 
  -  États-Unis : 16 juillet 2010
  -  France : 8 septembre 2010
- Audience : 3,6 millions
- Invité(es) :
- Résumé : Pour la remise de diplôme de Justin, Alex lui annonce qu'elle a fait un double de lui et qu'elle l'a envoyé à l'université pour que lui-même ne soit pas obligé d'y aller. Quand l'autre Justin revient, il a une tout autre personnalité, c'est plutôt un délinquant.

## Épisode 22:Le Capitaine Jim Bob Sherwood
- Titre original :  Captain Jim Bob Sherwood
- Numéros : 73 (3-22) / Prod° : 320
- Scénariste : Richard Goodman
- Réalisateur : Jean Sagal
- Diffusions : 
  -  États-Unis : 23 juillet 2010
  -  France : 15 septembre 2010
- Audience : 3,6 millions
- Invité(es) :
- Résumé : Alex et Justin s'inscrivent à un concours pour écrire la suite de la célèbre BD Capitaine Jim Bob Sherwood. Alex doit dessiner et Justin écrire les dialogues, mais ils ne sont pas d'accord sur le scénario. Alex donne vie à ce justicier fermier. Il part combattre le crime dans New York. Ils vont devoir le faire revenir...

## Épisode 23:Sorciers contre Finkle
- Titre original :  Wizards vs. Finkles
- Numéros :  74 (3-23)
- Scénariste : Peter Dirksen
- Réalisateur : Victor Gonzalez
- Diffusions : 
  -  États-Unis : 30 juillet 2010
  -  France : 22 septembre 2010
- Audience :
- Invité(es) :
- Résumé : Les parents d'Harper sont de retour en ville et veulent emmener leur fille en Roumanie, mais Harper refuse catégoriquement de les accompagner. Cependant, Alex est intéressée par ce voyage et va donc décider de partir avec les Finkle. Les Russo vont tout faire pour empêcher les Finkle de partir.

## Épisode 24:Un monde sans contradiction
- Titre original :  All About You-Niverse
- Numéros :  75 (3-24) / Prod° : 326
- Scénariste : Marcus Alexander Hart
- Réalisateur : Bob Koherr
- Diffusions : 
  -  États-Unis : 20 août 2010
  -  France : 29 septembre 2010
- Audience : 3,7 millions
- Invité(es) :
- Résumé : Pour payer son voyage en Europe, Alex installe une machine à nourriture dans le Sub Station en utilisant l'argent de la caisse, mais sa mère n'est pas du tout d'accord, après une dispute Alex se réfugie dans le repaire des sorciers et sans le faire exprès va traverser un miroir magique où elle se rend compte que tout le monde est d'accord avec elle mais cela ne va pas se passer comme prévu et elle ne pourra pas retourner chez elle car le miroir a été brisé par Harper.

## Épisode 25:Oncle Ernesto
- Titre original :  Uncle Ernesto
- Numéros : 76 (3-25) / Prod° : 327
- Scénariste : Tood J. Greenwald
- Réalisateur : Bob Koherr
- Diffusions : 
  -  États-Unis : 27 août 2010
  -  France : 6 octobre 2010
- Audience : 3,4 millions
- Invité(es) :
- Résumé : C'est l'anniversaire de Theresa et pour son anniversaire Justin, Alex et Max lui promettent de ne pas utiliser la magie pendant que son frère Ernesto est là, mais ils ne vont pas tenir cette promesse et leur oncle Ernesto va partir ce qui fera beaucoup de peine à leur mère, mais plus tard leur oncle revient avec toute la famille.

## Épisode 26:Tourner la page
- Titre original :  Moving On
- Numéros : 77 (3-26) / Prod° : 324
- Scénariste : Peter Murrieta
- Réalisateur : Robbie Countryman
- Diffusions : 
  -  États-Unis : 10 septembre 2010
  -  France : 13 octobre 2010
- Audience : 4,5 millions
- Invité(es) : Bridgit Mendler
- Résumé : Justin a du mal à oublier son ancienne petite amie Juliette et tous ses proches font de leur mieux pour l'aider à passer à autre chose, mais quand, dans la rue, il l’aperçoit, il n'arrive plus à se l'enlever de la tête. Finalement, il découvre que c'est Harper qui s'est transformé en Juliette grâce à la magie.

## Épisode 27:Alex sauve Mason
- Titre original :  Wizards Unleashed / Alex saves Mason
- Numéros : 78 (3-27) / Prod° : 329-330
- Scénaristes : Vince Cheung & Ben Montanio (partie 1), Justin Varava (partie 2)
- Réalisateur : Victor Gonzalez
- Diffusions : 
  -  États-Unis : 1er octobre 2010
  -  France : 20 octobre 2010 pour la première partie puis 27 octobre pour la deuxième partie.
- Audience : 4,8 millions
- Invité(es) : Gregg Sulkin : Mason Greyback
- Résumé : 1re partie : Pendant que leurs parents partent en escapade amoureuse, Justin, Alex, Max et Harper regardent la télévision et pensent reconnaître Mason. Ils vont donc partir à sa recherche et le retrouvent mais piégé par des sorciers et un sortilège...
2de partie : Justin, Alex et Max cherchent un moyen de débarrasser Mason de son sortilège. Ils vont essayer plusieurs tentatives qui n'auront pas le résultat escompté mais ils arrivent finalement à le délivrer par la ruse...
- Remarque : Il s'agit d'un épisode spécial de 40 min.
- Chanson : A Year Without Rain de Selena Gomez

## Épisode 28:Les Sorciers contre le gouvernement
- Titre original :  Wizards Exposed
- Numéros :  79 (3-28) / Prod° : 328
- Scénaristes : Richard Goodman
- Réalisateur : Bob Koherr
- Diffusions : 
  -  États-Unis : 15 octobre 2010
  -  France : 3 novembre 2010
- Audience : 4,3 millions
- Invité(es) :
- Résumé : Des agents du gouvernement débarquent au Sub Station et arrêtent les Russo. Ils sont amenés dans un endroit secret du gouvernement pour essayer de leur faire avouer ce qu'ils finiront par faire. Plus tard, ils arrivent à s'échapper en sortant par une trappe, ils se retrouvent en plein milieu du désert à des centaines de kilomètres de chez eux.